# Olney-Hymnen
Die Olney-Hymnen (englisch Olney Hymns) sind eine Sammlung von Kirchenliedern. Sie sind benannt nach dem Ort Olney in England, an dem John Newton, Autor von Amazing Grace, nach seiner Bekehrung jahrelang als äußerst erfolgreicher Hilfsprediger (curate) tätig war. Die Kirche, in der er predigte, war nach einiger Zeit so überfüllt, dass sie erweitert werden musste.
Diese Sammlung von Kirchenliedern verfasste John Newton zusammen mit seinem Dichterfreund William Cowper. Die erste Ausgabe von 1779 enthielt 68 Beiträge von Cowper und 280 von Newton. Ein gut erhaltenes Exemplar der Originalausgabe befindet sich heute noch im Harry Ransom Humanities Research Center der University of Texas in Austin.
Die Sammlung besteht aus drei Teilen:
1. On Select Passages of Scripture („Zu ausgewählten Bibelstellen“)
2. On Occasional Subjects („Zu Gelegenheitsthemen“)
3. On the Rise, Progress, Changes and Comforts of the Spiritual Life („Zu Entstehung, Fortgang, Änderungen und Tröstungen des geistlichen Lebens“)